# عاشقانه (آلبوم هایده و مهستی)
آلبوم عاشقانه یک آلبوم استودیویی مشترک با صدای هایده و مهستی است که در سال ۱۹۸۳ میلادی (۱۳۶۲ خورشیدی) توسط شرکت ترانه روی نوار کاست به شماره 115 منتشر شد.

## لیست ترانه‌ها
در آلبوم «عاشقانه» ۶ ترانه بر روی اول و روی دوم نوار کاست ضبظ شده‌ است. نام ترانه‌ها بر اساس توضیحات روی جلد، به شرح جدول زیر است. بر روی جلد نوار هیچ اطلاعاتی از سازندگان ترانه‌ها درج نشده‌ است.
| روی نوار | شماره | نام ترانه        | خواننده | ترانه‌سرا     | آهنگساز       | تنظیم کننده   | مدت (دقیقه) |
| -------- | ----- | ---------------- | ------- | ------------ | ------------- | ------------- | ----------- |
| روی اول  | ۱     | بهار بهار        | هایده   | محمد حیدری   | محمد حیدری    | منوچهر چشم‌آذر | ۵:۴۶        |
| روی اول  | ۲     | سپیده‌دم          | مهستی   | فریدون خشنود | سعید مهناویان | کاظم رزازان   | ۶:۲۸        |
| روی اول  | ۳     | زهر جدایی        | هایده   | محمد حیدری   | محمد حیدری    | محمد حیدری    | ۶:۲۷        |
| روی دوم  | ۱     | دلهای خسته       | مهستی   | مهدی ریانی‌فر | کاظم رزازان   | کاظم رزازان   | ۶:۲۴        |
| روی دوم  | ۲     | بجز خدا کسی نیست | هایده   | محمد حیدری   | محمد حیدری    | محمد حیدری    | ۶:۵۲        |
| روی دوم  | ۳     | غمگین و تنها     | مهستی   | شهین حنانه   | ناصر چشم‌آذر   | ناصر چشم‌آذر   | ۵:۰۶        |

## توضیحات ترانه‌های آلبوم
بهار بهار
- محمد حیدری در برنامه «بهترین‌های محمد حیدری» در مصاحبه با تلویزیون منوتو در مورد این ترانه توضیح می‌دهد که «این ترانه را سه ماه پس از انقلاب [بهار ۱۳۵۹] در ایتالیا ساخته‌ است.» براساس تاریخ موجود در موریک‌ویدیوی ترانه (ضبط شده در تلویزیون ایرانیان)، از سری ترانه‌های سال ۱۳۶۱ است اما به نظر می‌رسد انتشار رسمی آن تا آلبوم عاشقانه‌ها در سال ۱۳۶۲ به تعویق افتاده باشد.

سپیده‌دم
- ترانه «سپیده‌دم» با صدای مهستی، بازخوانی ترانه‌ای است که پیش از این در سال ۱۳۵۶ با صدای جواد یساری اجرا و منتشر شده بود. تنظیم مجدد ترانه «سپیده‌دم» با صدای مهستی را کاظم رزازان بر عهده داشته است.
- این ترانه ۷ سال بعد، در سال ۱۳۶۹ در آلبوم سپیده‌دم مهستی دوباره بازنشر شده است.

زهر جدایی
- در قسمتی از آواز این ترانه، از تک بیت ذیل، از غزلی از شوریده شیرازی استفاده شده است:

«از بس که غم به سینه‌ی من بسته راه را            دیگر مجال آمد و شد نیست آه را»
غمگین و تنها
- بر اساس وبسایت ناصر چشم آذر ترانه «غمگین و تنها» در سال ۱۳۵۵ منتشر شده است [۶]، این ترانه در نوار کاستهای آونگ به شماره‌‌های ۱۵۳ «مهستی»، شماره ۱۵۴ «هایده - مهستی» و شماره ۱۵۵ «هایده - مهستی - حمیرا» قبل از سال ۱۳۵۷ خورشیدی منتشر شده است.

- نقل قول شده است که ناصر چشم آذر از اجرای آهنگ «غمگین و تنها» توسط مهستی راضی نبوده است و قصد داشته که آن را با صدای حمیرا ضبط کند.

## دیگر مشخصات آلبوم
- پخش: شرکت ترانه، سال ۱۳۶۲، آمریکا (Taraneh Enterprises Inc. USA, 1983)
- تهیه کنندگان: اسفندیار منفردزاده - مهدی قائم مقامی - اکبر صدیف

## دیگر منابع
- مشخصات پشت جلد نوار کاست «عاشقانه» از شرکت ترانه
- «بهار بهار» آهنگ شماره ۸ از برنامه «بهترینهای محمد حیدری». تلویزیون منوتو
- دیسکوگرافی هایده